# Åmyrtjärnen (Arvidsjaurs socken, Lappland)
Åmyrtjärnen är en sjö i Arvidsjaurs kommun i Lappland och ingår i Byskeälvens huvudavrinningsområde. Sjön har en area på 0,0423 kvadratkilometer och ligger 440,3 meter över havet.

## Delavrinningsområde
Åmyrtjärnen ingår i det delavrinningsområde (726720-166018) som SMHI kallar för Mynnar i Granträsket. Medelhöjden är 444 meter över havet och ytan är 30,22 kvadratkilometer. Det finns inga avrinningsområden uppströms utan avrinningsområdet är högsta punkten. Slevån som avvattnar avrinningsområdet har biflödesordning 4, vilket innebär att vattnet flödar genom totalt 4 vattendrag innan det når havet efter 138 kilometer. Avrinningsområdet består mestadels av skog (62 procent) och sankmarker (35 procent). Avrinningsområdet har 0,48 kvadratkilometer vattenytor vilket ger det en sjöprocent på 1,6 procent.